# Rheum telianum
Espèce
Rheum telianum est une espèce de rhubarbes de la famille des Polygonaceae découverte en avril 2018 et décrite en 2020. Cette plante est originaire du sud-est de l'Anatolie en Turquie.

## Étymologie
Le nom de l'espèce a été donné en l'honneur du botaniste le Dr. Ahmet Zafer Tel qui a trouvé les premiers exemplaires de cette plante.

## Description
Rheum telianum est une plante pérenne à rhizome épais.
Les feuilles sont vertes, coriaces, glabres de 2 côtés (parfois faiblement verruqueuses sur la face supérieure) avec un pétiole faisant entre 2 et 20 cm de long. Les limbes sont réniformes et peuvent mesurer 4,5 à 56 cm de long et de 6 cm à 1 mètre de large. La base des limbes est cordée et faiblement denticulée.
Les fleurs sont petites, jaune pâle, bisexuelles avec 3 ou 5 fascicules. Les tépales sont au nombre de 6 (les 3 extérieurs sont plus petites). Le périanthe est divisé en 6 segments égaux de 3 à 6 mm de long.
Les fruits sont des akènes cordés triangulaires à 3 ailes.

## Distribution et habitat
Rheum telianum a été découverte dans 2 localités du sud-est de l'Anatolie en Turquie et plus précisément aux environs de la ville d'Adıyaman.Environ 300 exemplaires ont été trouvées sur une superficie inférieure à 10 km². Du fait de la faible quantité d'individus et de la faible superficie de répartition, cette espèce va probablement être classée comme en danger critique d'extinction.